# Cunurama
Cunurama är den högsta bergstoppen (5 420 m ö.h.) i Cordillera la Raya, en bergskedja i de peruanska Anderna.
Bergstoppen som kröns av en glaciär ligger i distriktet Santa Rosa, i Melgar, Puno i sydöstra Peru. Den ligger vid gränsen mellan Amazonområdet och det hydrologiska TDPS-systemet. Floden Vilcanota, som längre ner får namnet Urubambafloden, har sin källa i bergen.